# 鹿部温泉

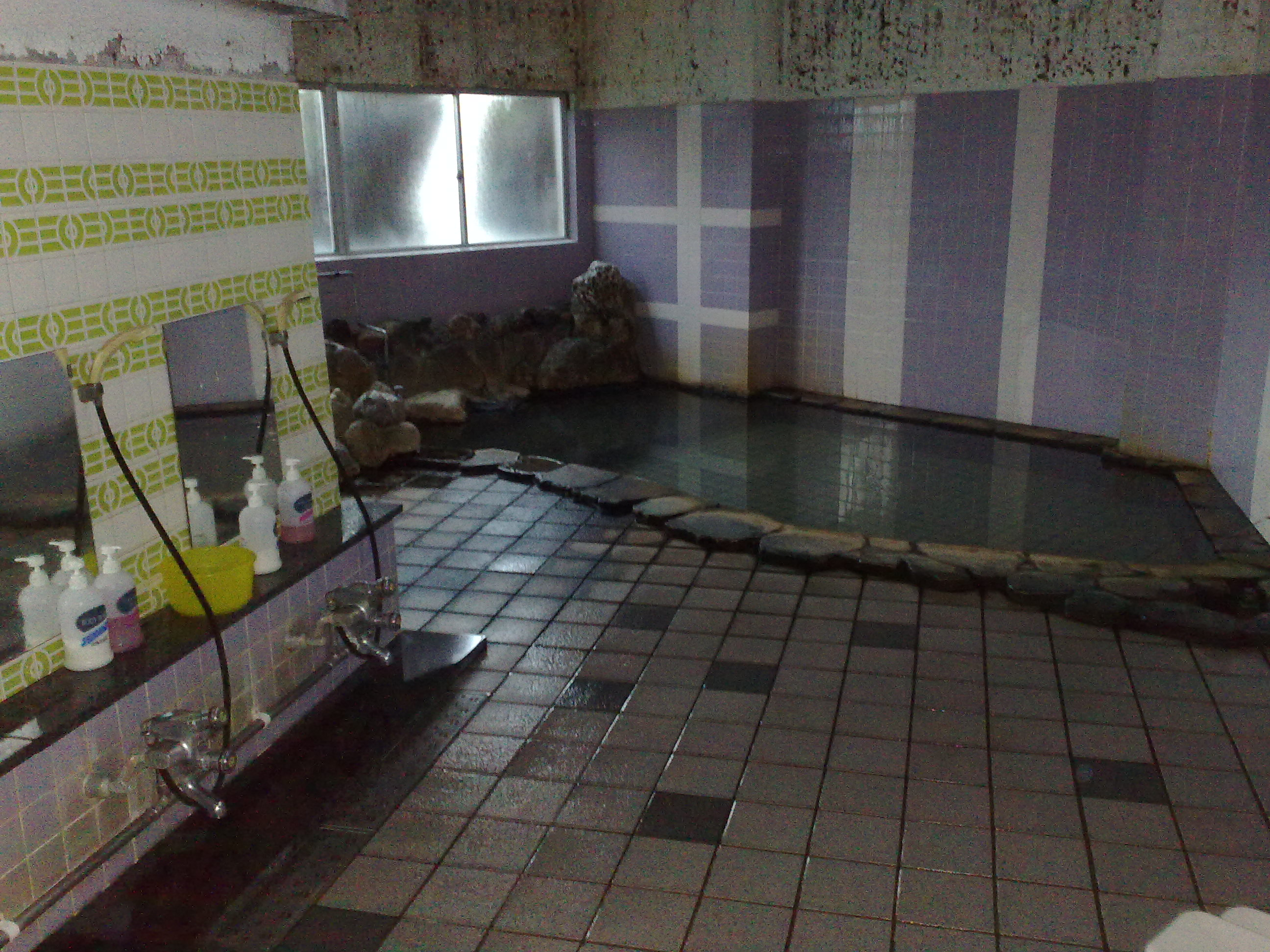
温泉旅館の内湯

鹿部温泉（しかべおんせん）は北海道茅部郡鹿部町にある温泉。

## 泉質
源泉は30か所以上あり、それぞれ泉質が違う。主なものは、ナトリウム-塩化物泉、炭酸水素塩泉など。
旅館・共同浴場では加水・掛け流し式の施設が多い。

## 温泉街
鹿部市街地南部を中心に、6軒の温泉旅館、ホテルがあり、共同浴場が2軒ある。
温泉街の南端に、1924年（大正13年）に発見された間欠泉を中心とする道の駅しかべ間歇泉公園がある。

## 歴史
寛文6年（1666年）にこの地を訪れた津軽の伊藤源五郎が、温泉で傷をいやす鹿を発見。温泉場を設置したという伝承がある。

## 交通
- JR函館本線鹿部駅より函館バスで20分
- 函館市内より車で約1時間